# Silvia Cohen
Silvia Cohen (* 24. April 1959 in Paris) ist eine italienische Schauspielerin.

## Leben
Cohen, jüdischer Abstammung, wurde in Frankreich geboren, lebte aber seit früher Jugend in Italien, wo sie nach der Schulausbildung an der „Accademia dei Filodrammatici“ in Mailand ihr Diplom erwarb. Später nahm sie auch die dortige Staatsbürgerschaft an. Im Alter von 18 Jahren debütierte sie in Bertolt Brechts Die Horatier und die Kuratier auf der Bühne. Die 1,75 m große, „attraktive Darstellerin mit den entschlossenen und melancholischen Augen“ fand ab 1983 (nach weiteren Erfolgen in Brecht- und Feydeau-Stücken) Gelegenheit, im Kino und auf dem Bildschirm Angebote wahrzunehmen. Es dauerte jedoch Jahre und einen großen Theatererfolg (1990 in Angelo Longonis Inszenierung von Money), bis junge Regisseure ihr Potential erkannten und abriefen. So war sie die Koprotagonistin in Sandro Baldonis Strane storie (1994) und Consigli per gli acquisti (1997), wofür sie auch preisnominiert war und einen Ciak d’oro gewann. Größeren Publikumserfolg fand Cohen mit vielen Fernsehfilmen, Serien und anderen Formaten (Donna Mattina, Piccole case editrici, Star bene a tavola, Gli ecosistemi). Gelegentlich nahm sie auch Angebote in Frankreich wahr. Auch im neuen Jahrtausend war Cohen stetig, aber nicht maßlos, beschäftigt.

## Filmografie (Auswahl)
- 1983: Besondere Kennzeichen: Bellissimo (Segni particolari: bellissimo)
- 1991: Der Taschenträger (Il portaborse)
- 1994: Strane storie
- 1996: Die Reisegefährtin (Compgana di viaggio)
- 1997: Consigli per gli acquisti
- 1999: Priester im Einsatz (Un prete tra di noi) (Fernsehserie, eine Folge)
- 2003: Ricordati di me
- 2008: I liceali (Fernseh-Miniserie)
- 2013: Die süße Gier (Il capitale umano)
- 2015: 1992 (Fernsehserie)